# Busy Doin’ Nothin’
Busy Doin’ Nothin’ – singel Ace Wilder, wydany 23 lutego 2014, pochodzący z minialbumu o tym samym tytule. Utwór napisali i skomponowali Joy Deb, Linnéa Deb i sama wokalistka.
Singel znalazł się na 1. miejscu na oficjalnej szwedzkiej liście sprzedaży i otrzymał certyfikat potrójnej platyny za sprzedaż w nakładzie przekraczającym 120 tysięcy kopii. W klasyfikacji rocznej utwór uplasował się na 14. miejscu najlepiej sprzedających się singli w Szwecji w 2014 roku. Nagranie było ponadto notowane na 15. miejscu na liście sprzedaży w Belgii.
Piosenka zajęła 2. miejsce w szwedzkich preselekcjach do Eurowizji – Melodifestivalen 2014, zdobywając w sumie 210 punktów, o 2 mniej niż zwycięska kompozycja „Undo” Sanny Nielsen.
Przebój zdobył nominację do prestiżowych szwedzkich nagród Grammis 2015 w kategorii Piosenka roku.

## Lista utworów
- Digital download[1]

1. „Busy Doin’ Nothin’” – 2:53

## Notowania

### Pozycje na tygodniowych listach sprzedaży
| Kraj             | Notowanie (2014)  | Najwyższa pozycja | Certyfikat | Sprzedaż |
| ---------------- | ----------------- | ----------------- | ---------- | -------- |
| Belgia (Walonia) | Ultratop 50       | 15                |            |          |
| Szwecja          | Sverigetopplistan | 1                 | 3× platyna | 120 000+ |

### Pozycja na rocznej liście sprzedaży
| Kraj    | Notowanie (2014)  | Pozycja |
| ------- | ----------------- | ------- |
| Szwecja | Sverigetopplistan | 14      |